# Phoneyusa bouvieri
Phoneyusa bouvieri é uma espécie de aranha pertencente à família Theraphosidae (tarântulas).